# Кондратов, Руслан Викторович
Руслан Викторович Кондратов (род. 9 июня 1972, Одесса) — российский политический деятель, депутат Государственной думы РФ пятого созыва (2007—2011).

## Биография
В 1989 году окончил среднюю школу с серебряной медалью. В 1995 году окончил судоводительский факультет Одесской государственной морской академии.
Избирался депутатом Законодательного Собрания Приморского края. В 2006 году — избран депутатом Законодательного собрания Приморского края четвёртого созыва по избирательному округу № 1 г. Владивостока. В 2006 году — избран председателем комитета Законодательного Собрания по социальной политике и защите прав граждан.

### Депутат госдумы
В 2007 году был избран депутатом Государственной Думы ФС РФ пятого созыва в составе федерального списка кандидатов, выдвинутого Всероссийской политической партией «Единая Россия». Член фракции «Единая Россия». Член Комитета ГД по международным делам.
Руководитель правления футбольного клуба Луч (Владивосток).